# Церковь Святого Духа (Тельч)
Церковь Святого Духа — евангелический храм чешских братьев в городе Тельч в районе Йиглава, который охраняется как памятник культуры Чешской Республики. Его поздняя романская башня является старейшей сохранившейся постройкой, располагающейся на территории города Тельч и первоначально прилегающей к эмпоровому храму при замке Тельч. Появление этого королевского дворца с церковью и башней датируется 2-й четвертью XIII века. Оригинальный романский костёл был в 3-й четверти XV века заменён готической новой постройкой, сохранившейся до наших времён.

## История

### Башня святого Духа
Массивная романская башня высотой 49 метров, построенная, вероятно, во 2 четверти XIII века, выделяется в сравнении с другими башнями в сельских церквях на территории Чешской Республики.

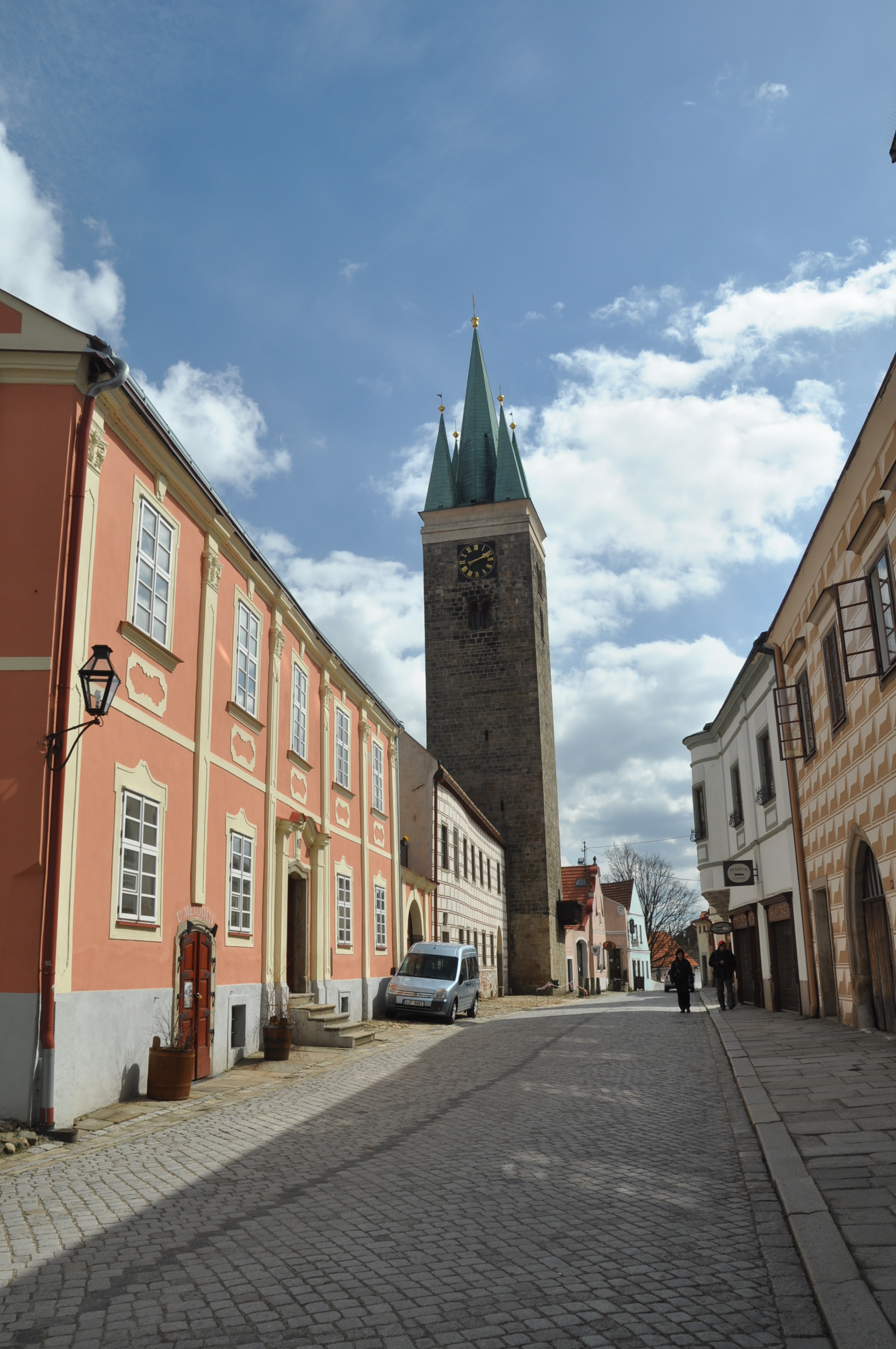
Улица Палацкого, вид на башню Церкви Святоого Духа

Необычайно высокая башня стоит на возвышенности и имеет несколько функций. Её первый этаж служил башенной трибуной прилегающего святилища. Башня имеет убежищные черты. Вход на первом этаже свидетельствует о её оборонительном характере. В дополнение к прямоугольным отверстиям, башня имеет попарно связанные окна, обращенные ко всем четырём сторонам, более высокие тройные окна, обращенные в сторону от города, а также маленькие окна, имитирующие форму листа. Вдобавок к своему оборонительному характеру, башня имеет другие функции — символическую, торжественную и религиозную.
Призматическое тело башни построено из достаточно крупных, обработанных каменных блоков. У подножия для дополнительной стабильности башня подкреплялась каменной стеной, которая была снесена только в 1991 году. Восточный вход в башню доступен с первого этажа церкви Святого Духа. Напротив него прямоугольный вход, который когда-то был снесен, но часть его блока сохранилась до сегодняшних дней. Этот вход является единственным доступным входом к башне. Дорога ведет к нему через современную внешнюю коммуникацию.
Башня подвергалась нескольким пожарам. На её облик оказал большое влияние пожар в 1655 году, впоследствии высота была уменьшена на два с половиной метра — башня, вероятно, была на один этаж выше. Однако это не подтверждено. Тем не менее, псевдоготическую крышу башня приобрела после очередного пожара, в 1836 году. Первоначально была четырёхсторонняя палата. Тройные окна впоследствии стали частью стены, для усиления статически неправильно положенной кладки, а два окна из трех были завешены часами. Открытие этого факта произошло аж во время реконструкции в 1990-х годах. Пространство башни всегда было свободно, разделено на отдельные этажи плоскими деревянными потолками на балках.

### Церковь святого Духа

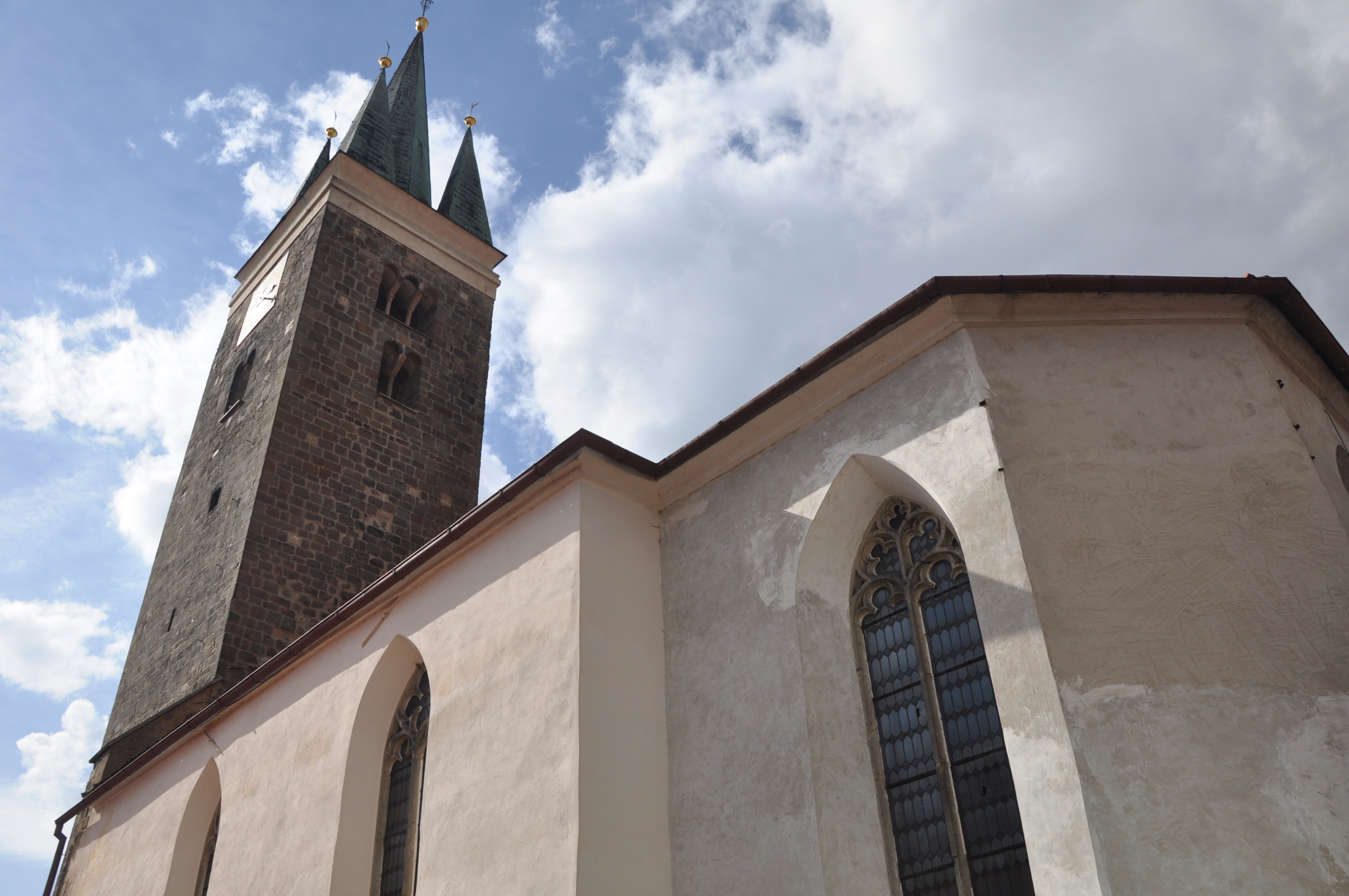
Церковь святого Духа с романской башней

Церковь была построена как Эмпоровая церковь с башней. Этот тип церквей является типичным для романского периода и часто связан с феодальными поселениями — замками и внутренними дворами. Помещение управляющего находилось в фермерском доме Тельч. Точное местонахождение особняка не определено, но он, вероятно, располагался на месте современных блоков домов между внутренней городской крепостью и улицей Градебни. К северу от церкви были фермерские постройки. Вероятно, башня была соединена пешеходным мостом с деревянным особняком управляющего. Мост можно было при необходимости легко снести.
Более подробная информация доступна аж с 1414 года, периода, когда больница была создана Яном из города Градец. Она работала до 1579 года, далее была перенесена в церковь Божией Матери в Старом городе. Не позднее 1486 года церковь была перестроена в нынешний готический облик. Посвящение Святому Духу впервые задокументирована в 1486 году. С 1579 года она использовалась как филиальная церковь.
Со второй половины XVII века она использовалась Чешским братством и Братством Святого Иоанна Крестителя Исидора. В 1773 году, во время правления Иосифа II, церковь была закрыта и впоследствии использована в качестве склада. В 1865—1867 годах заброшенная церковь была приспособлена для городского театра. Тельч стал одним из немногих моравских городов с собственным театром. В основном проводились чешские и немецкие представления. Были активны различные клубы путешественников и местных, в том числе и «Дискуссия граждан».
В театре было около 100 сидячих мест и небольшая галерея. Сцена была в пресбитерии, а гардеробные были в бывшей сакристии. Здание имело два входа — вход на первый этаж сохранился до наших дней. Слева от первого входа был второй, ведущий по лестнице в галерею. Театр функционировал до 1920 года. С 1923 года и по сей день отремонтированная церковь служит богослужениям и принадлежит Евангелической церкви чешских братьев.

### Археологические исследования
На период до XIV века достоверных сообщений о Тельчи нет. Замок упоминается в работе Вита Кароли, биографии Карла IV. Между 1333—1335 годами Карл, тогда ещё моравский маркграф, выкупил замок Тельч из-под залога. В 1335 году Карл назначил управляющего замком Тельч, чтобы руководить с другими чиновниками близлежащим королевским городом Йемнице. В 1339 году король Ян Люксембургский вместе с маркграфом Карлом обменял Тельч на замок Банова с Олдржихом III из города Градец. Тельчский замок, вероятно, исчез примерно в середине XIV века, но не позднее 1387 года, когда в Тельче распространился пожар. Он был заменен новым замком, который позже был перестроен в замок эпохи Возрождения.
В дополнение к самой старой романской стене башни (вторая четверть XIII века) западная стена церковного нефа происходит с того же периода, что и прилегающая башня. Размеры оригинального романского нефа в течение долгого времени не были известны — во время исследований 1977 года было обнаружено, что готический неф лежит непосредственно на романском фундаменте. В течение 1977 года на заднем дворе была найдена гробница с 1250 года. Был ряд открытий во второй половине XIII века (керамика, кости животных …), но почти нет никаких находок с XIV века. Этот слой, вероятно, был стёрт в связи с готической реконструкцией церкви.
В 1989 году на фундаменте башни были найдены важные открытия — керамический объект первой половины XIII века, покрытый слоем раствора, означающий завершение строительства. Примечательно, однако, содержание керамической посуды — кости домашних куриц, свиней, овец или коз, ряд злаков, орехов, и древесного угля разных видов. Вероятно, это так называемое строительное жертвоприношение, которое предотвращает все возможные последующие бедствия после завершения строительства.

## Архитектура церкви

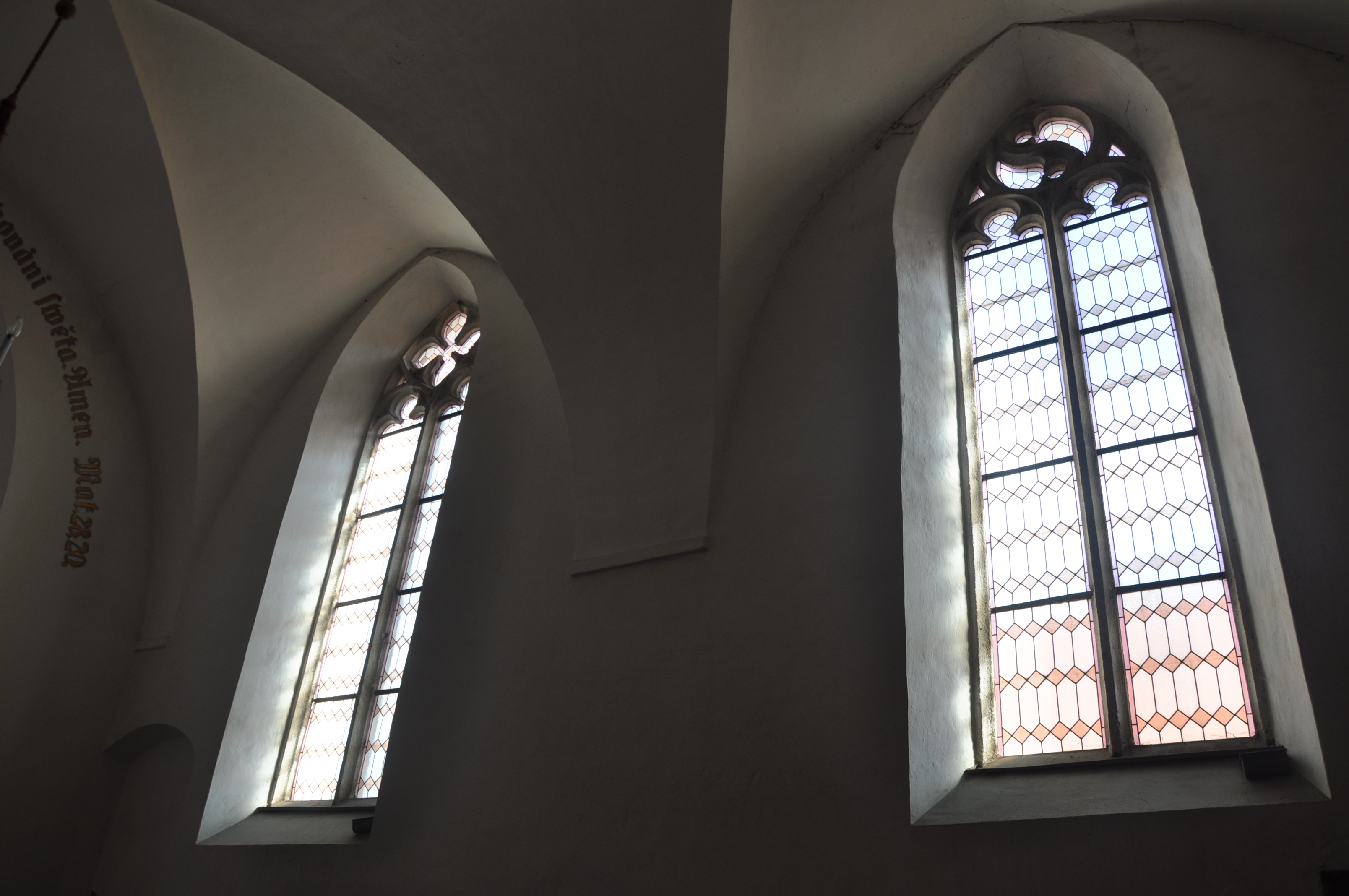
Готические окна нефа с символикой цветов

Церковь является однонефной с полигональным (пятиугольным) пресбитерием с ребристым звездным сводом. Стены пресбитерия украшены картинами с символикой евангелистов. Небольшой пресбитерий (5,60-5,70 м) открывается готической аркой. Вход в неф простой, с прямым свесом.
В правой стене нефа и в двух стенах пресбитериума находятся готические окна с сохранившимся трактом. Каждое из четырёх окон имеет отличительные черты. Первое окно содержит сферическую линию с двойным лютиком, а второе — с четырёхлистником. Окно в пресбитерии на оси церкви имеет окружность с четырьмя «подбородками». На окне в правой части есть мотив трех лютиков. Окна в пресбитерии долгое время были замурованы и открылись аж в начале XX века. На левой стене церкви нет окон.
В ребристой звездочной арке пресбитерия находятся точки, в которых пересекаются ребра, оснащенные круглыми камнями. Все камни имеют эмблему дворян из города Градец — пятилепестковой розы. На оси пресбитерия расположены два больших центральных камня, один из которых украшен монограммой М (в честь Менхарта, вероятного основателя Тельча) — той же эмблемы на старых печатях города. Клинообразные ребра сведены к консолям. Мотив пятилепестковой розы появляется на своде нефа в виде пластичной лепнины.

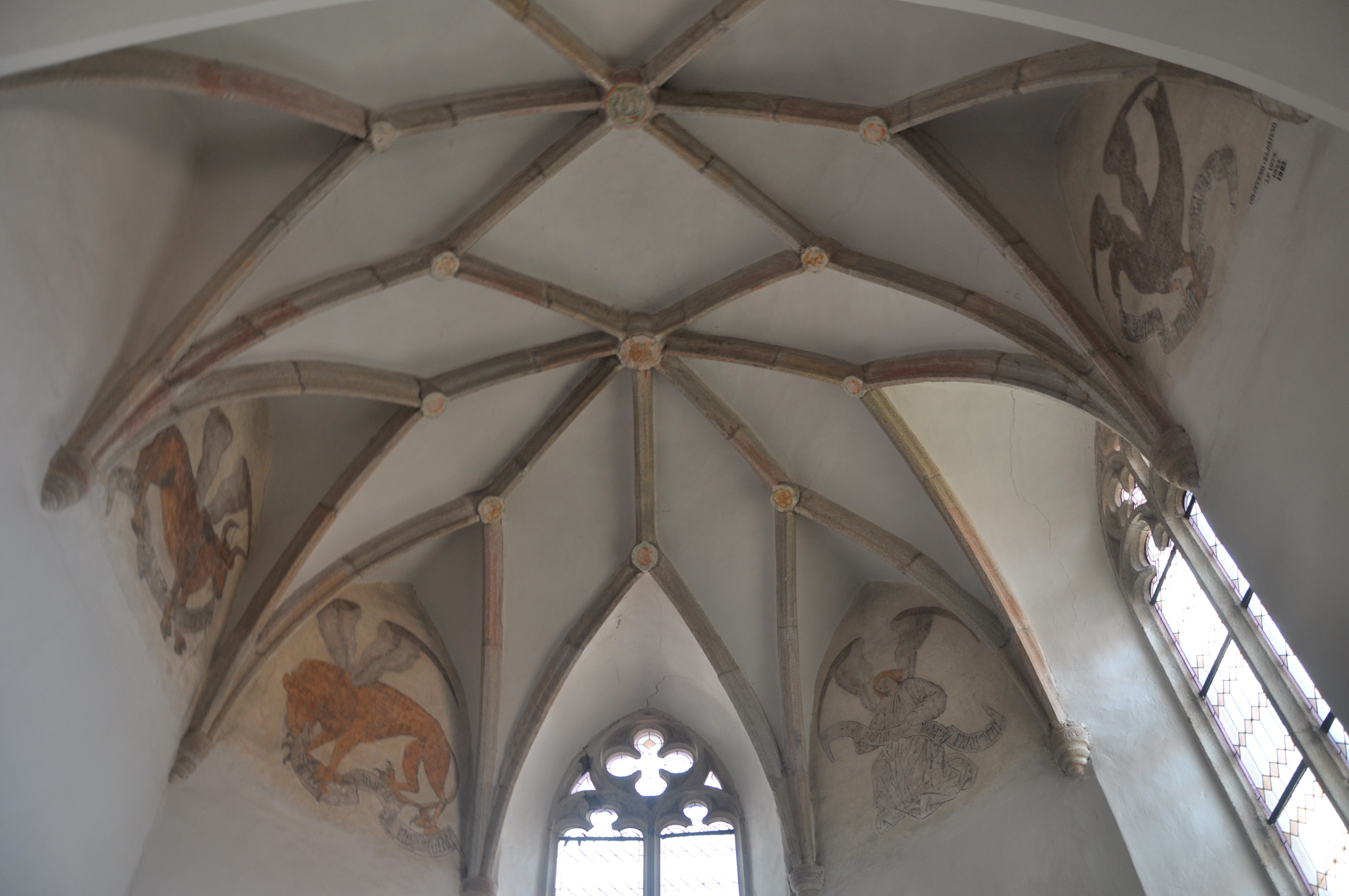
Свод в пресбитерии

Мнения относительно арки разнятся. В книге «Город и поместье Тельч» Яна Берингера и Ярослава Яноушека указано, что неф (длиной 12,5 м) была первоначально поверхностно укрыт. В книге нет других упоминаний о арке нефа. Но напротив, в публикации «Посетите…Городские достопримечательности» указано, что во время реконструкции в XV веке была создана поздне-готическая сводчатая арка с люнетами. Согласно Великой туристической энциклопедии Высочина, арка принадлежит эпохе возрождения.
В церкви стояли три алтаря — Святой Троицы, Девы Марии и Св. Варвары. Согласно сообщениям 1730 года, главным являлся алтарь Святого Духа, другие были посвящены святому Игнатию и святому Ксавье. По словам Беринджера, изначально сохранилась только статуя Девы Марии, которая стояла у одноименного алтаря (позже замененная алтарем святого Ксавье). Статуя впоследствии была куплена мещанином Йозефом Ингришем. Нынешняя мебель из неоготического дерева сделана в 1920-х годах, включая трибуну, скамейку и алтарь.

## Интересные факты
- Согласно летописцу Иоанну Берингеру, в 1492 году возле церкви Святого Духа была построена капланка. Если капланка действительно существовала, она, конечно же, не находилась на месте, которое описывает Берингер. Здесь находится дом (дом № 98, U Hrbků), который должен был быть построен до 1464 года. Однако возможно, что капеллан был пристроен непосредственно к больнице, на башне или в церкви Святого Духа. Местные художники часто принимали участие в оформлении городского театра.
- Гордостью театра был занавес от местного художника Неймана, изображавшего Премысла Орача и принцессу Либуше, предвещающую славу Праге. Однако занавес или хотя бы её фотографии не сохранились.

## Галерея

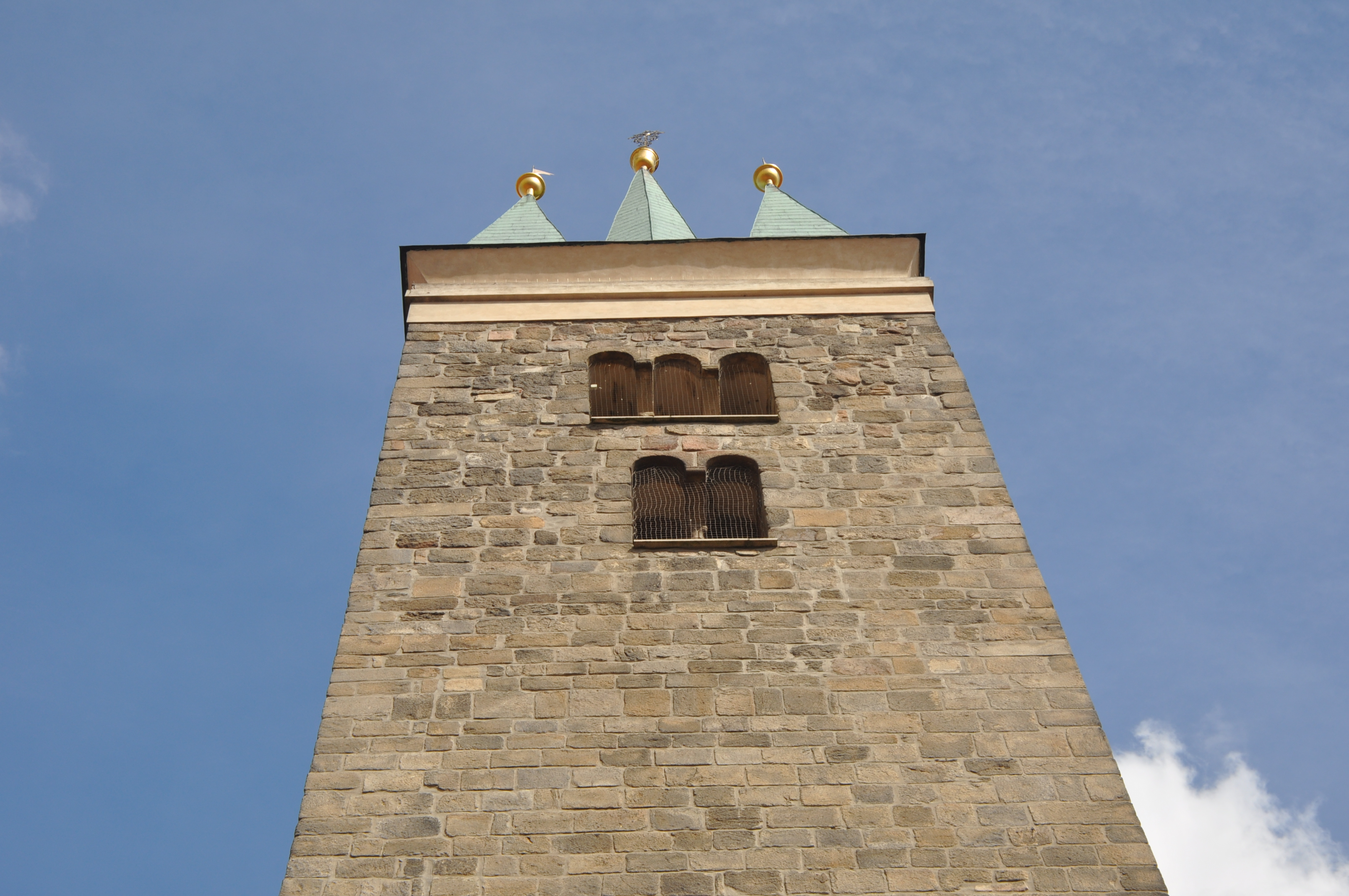
Романские окна башни
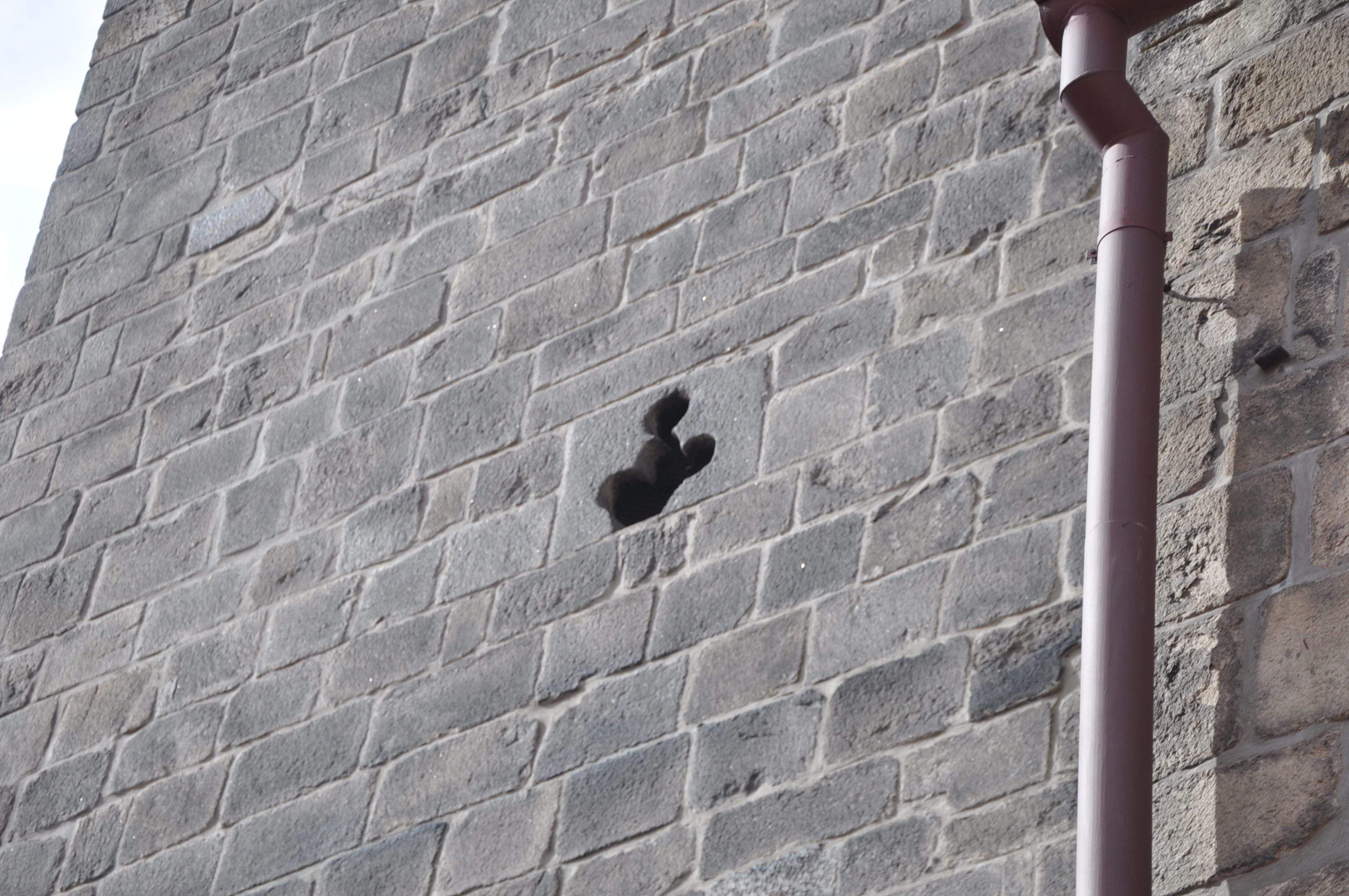
Романское окно убежищного характера
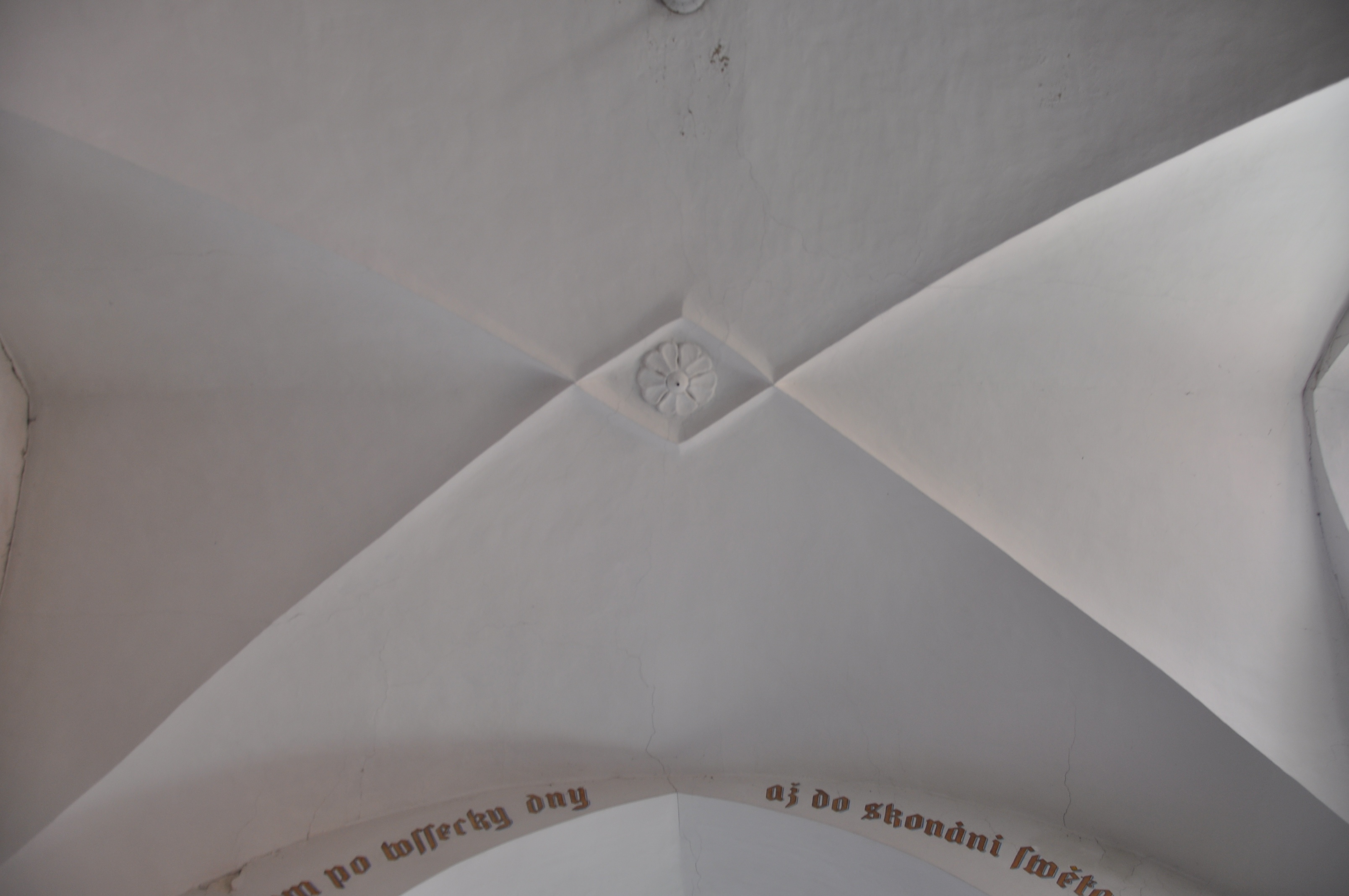
Свод нефа
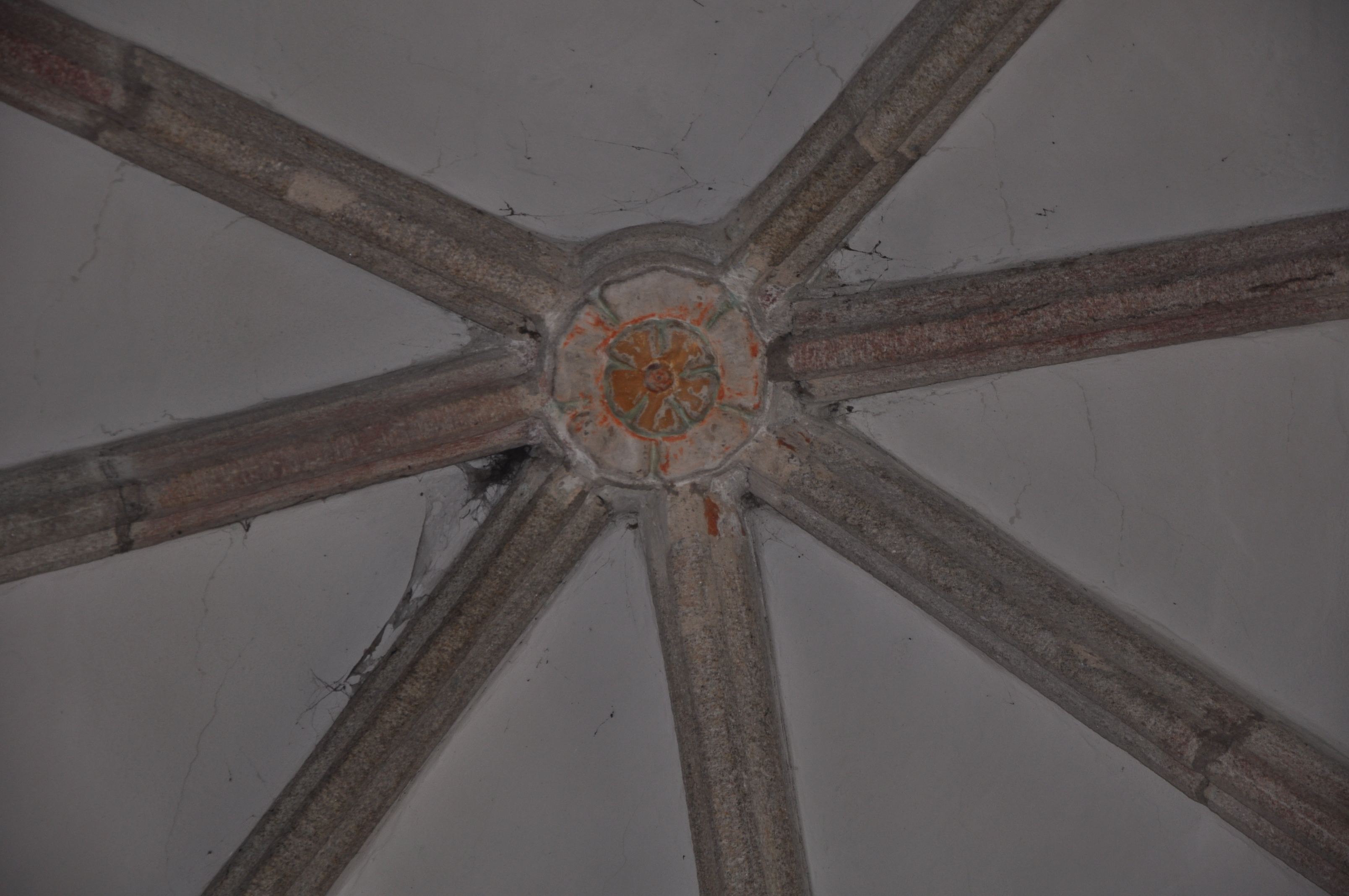
Сводный камень
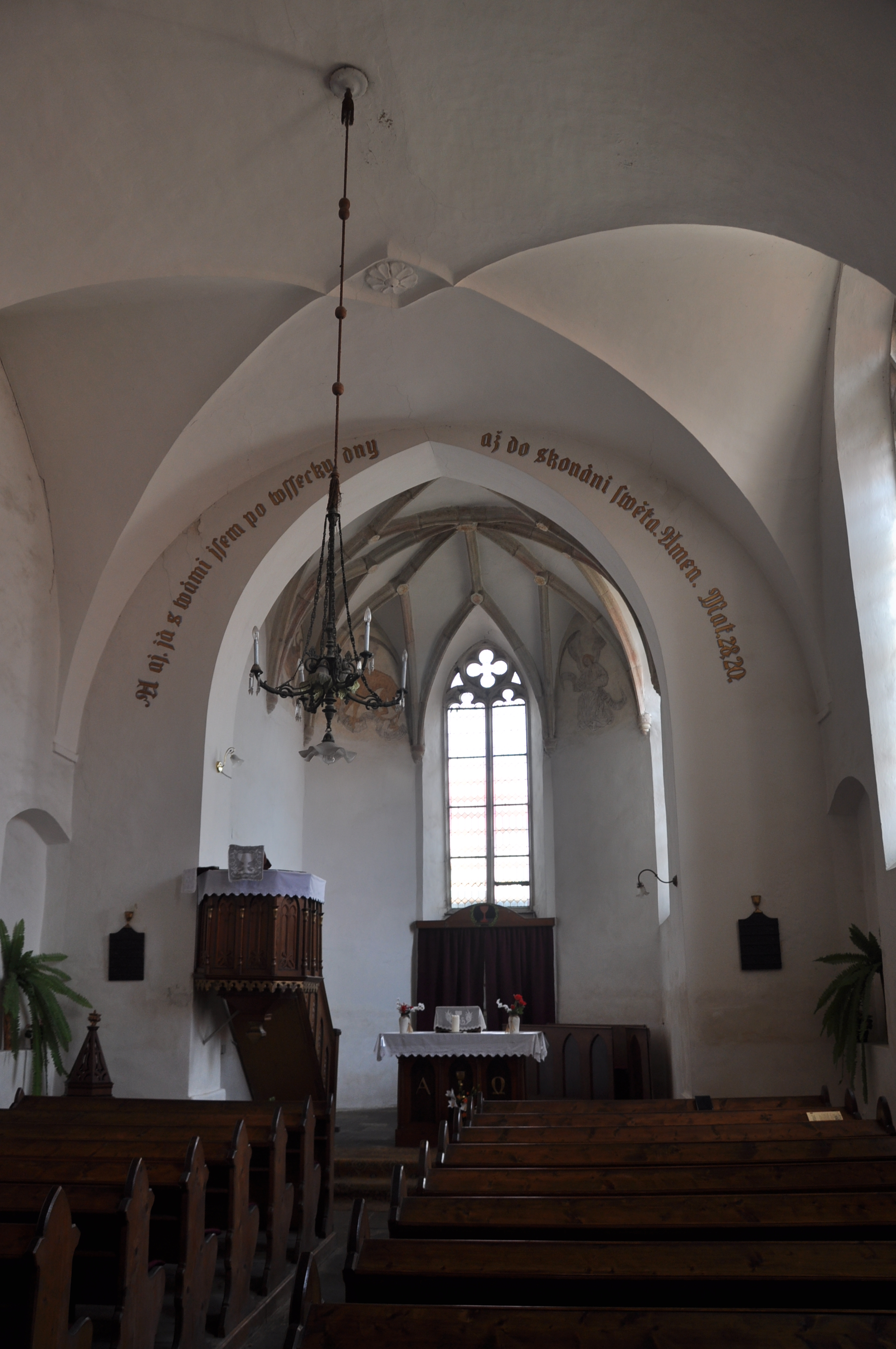
Нынешний интерьер нефа и пресбитерия
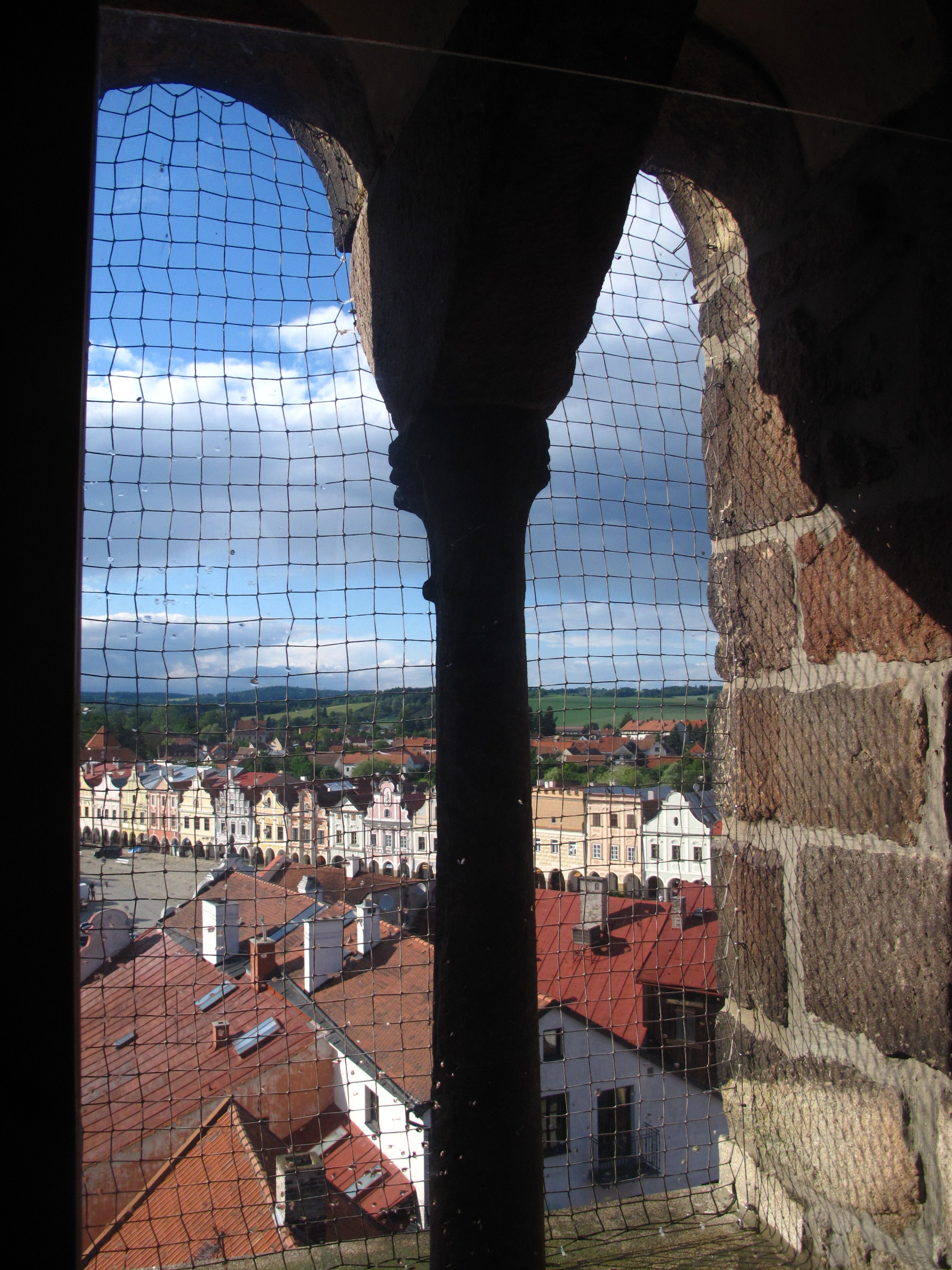
Вид изнутри